# Espen Klouman Høiner
Espen Klouman Høiner, es un actor y escritor noruego conocido por haber interpretado a Leif Tronstad en la miniserie Kampen om tungtvannet.

## Biografía
Espen se entrenó en el "Oslo National Academy of the Arts - the Academy of Theatre".
Es buen amigo del actor sueco Mattis Herman Nyquist.

## Carrera
En teatro participó en la obra Death of a Salesman donde interpretó a Biff Loman, el hijo mayor de William "Willy" Loman (Ingar Helge Gimle).
En el 2015 se unió al elenco principal de la miniserie Kampen om tungtvannet (en inglés: "The Heavy Water War") donde dio vida a Leif Tronstad, al científico noruego y oficial militar de inteligencia. La miniserie cuenta la historia real de los actos de sabotaje contra la planta de producción de agua pesada de la compañía "Norsk Hydro" en Rjukan en el centro de Noruega durante la Segunda Guerra Mundial. En la miniserie compartió créditos con los actores Tobias Santelmann, Torstein Bjørklund, Christian Rubeck, Benjamin Helstad, Eirik Evjen, Mads Sjøgård Pettersen y Christoph Bach.

## Filmografía[2]

### Series de televisión
| Año  | Título                | Personaje                | Notas                      |
| ---- | --------------------- | ------------------------ | -------------------------- |
| 2014 | Mammon                | Asesor de Comunicaciones | 3 episodios                |
| 2015 | Kampen om tungtvannet | Leif Tronstad            | 6 episodios - miniserie    |
| 2008 | Uti vår hage          | Markus                   | episodio "Flåttmannen"     |
| 2004 | Hos Martin            | Actor                    | episodio "Kvinner og klær" |

### Películas
| Año  | Título     | Personaje       | Notas                                                                                                  |
| ---- | ---------- | --------------- | --- |
| 2012 | En som deg | Jacob / Andreas | junto a Pamela Tola, Mattis Herman Nyquist, Laura Birn, Audun Hjort, Rosa Salomaa y Pihla Viitala      |
| 2006 | Reprise    | Erik            | junto a Christian Rubeck, Anders Danielsen Lie, Viktoria Winge, Odd-Magnus Williamson y Thorbjørn Harr |

### Director de Casting
| Año  | Título           | Notas                  |
| ---- | ---------------- | ---------------------- |
| 2011 | Oslo, 31. august | (asistente de casting) |

### Teatro[3]
| Año  | Obra                | Personaje (es)               | Director (a)   | Teatro            | Notas                                                         |
| ---- | ------------------- | ---------------------------- | -------------- | ----------------- | ------------------------------------------------------------- |
| 2013 | Bør Børson Jr.      | Ivar Zolen / Lensmann Hansen | Erlend Samnøen | Trøndelag Theatre | junto a Hans Petter Nilsen, Herbert Nordrum e Hildegunn Eggen |
| 2013 | Death of a Salesman | Biff Loman                   | Runar Hodne    | Trøndelag Theatre | junto a Ingar Helge Gimle                                     |

## Premios y nominaciones
| Año  | Categoría                         | Premio            | Películas/Obras                      | Resultado |
| ---- | --------------------------------- | ----------------- | ------------------------------------ | --------- |
| 2014 | Best Male Actor in a Leading Role | Gullruten Award   | En som deg                           | Nominado  |
| 2014 | Best Male Actor in a Leading Role | Kanonprisen Award | En som deg                           | Ganó      |
| 2013 | Best Supporting Actor             | Hedda Award       | Death of a Salesman y Bør Børson Jr. | Ganó      |